# Хоангльеншон
Хоангльеншон (вьет. Hoàng Liên Sơn, в переводе «главная горная гряда») — горный хребет на севере Вьетнама, небольшая часть расположена в Китае (провинция Юньнань). Длиной около 180 км, шириной до 30 км. Самая высокая точка — гора Фаншипан высотой 3 143 м — является и самой высокой вершиной Индокитая.
Хребет вытянут с северо-запада на юго-восток через провинции Лаокай, Лайтяу и Йенбай. Хоангльеншон выступает водоразделом для рек Да и Хонгха. Кроме Фаншипана в состав хребта входит несколько пиков выше 2 500 м. Склоны преимущественно покрыты лесом, здесь расположен заповедник Хоангльен.
Ближайший крупный город Шапа. В горах находятся деревни хмонгов, зяй и тхай.